# چالش‌لار (ایسجه‌حصار)
چالش‌لار (به ترکی استانبولی: Çalışlar) یک منطقهٔ مسکونی در ترکیه است که در ایسجه‌حصار واقع شده‌است.